# Vid Belec
Vid Belec, född 6 juni 1990, är en slovensk fotbollsmålvakt som spelar för APOEL.

## Klubbkarriär
Den 23 juni 2019 lånades Belec ut av Sampdoria till APOEL på ett tvåårigt låneavtal. Den 25 september 2020 värvades han av Salernitana.
Den 27 juni 2022 återvände Belec till APOEL, där han skrev på ett treårskontrakt.

## Landslagskarriär
Belec debuterade för Sloveniens landslag den 7 juni 2014 i en 2–0-förlust mot Argentina.